# Diana Scultori

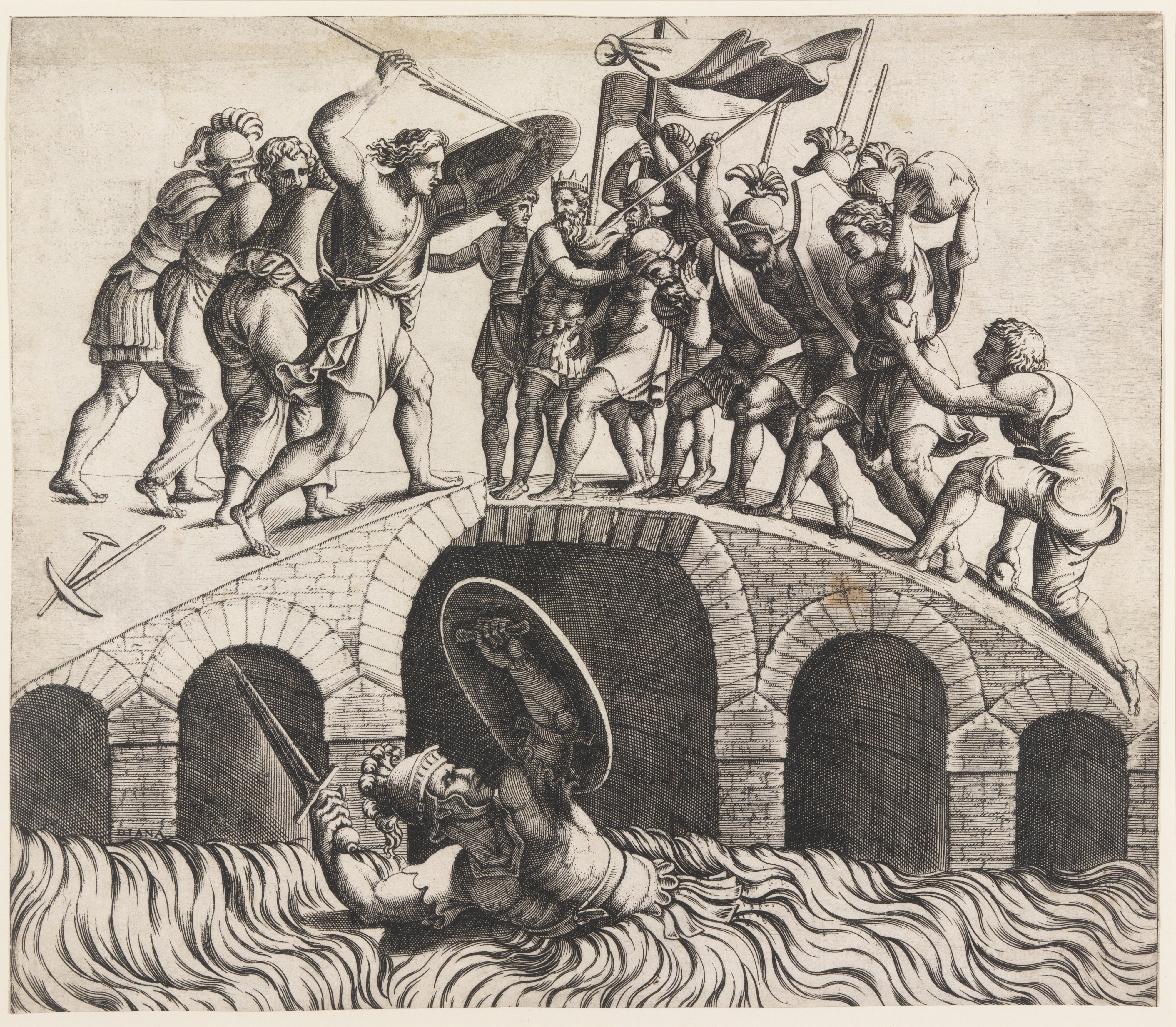
Horatio Cocles se salvó nadando, Museo Metropolitano de Arte, Nueva York

Diana Scultori, llamada en ocasiones erróneamente Diana Ghisi, también conocida como Diana Mantovana (Mantua, 1547–Roma, 5 de abril de 1612) fue una pintora y grabadora italiana. Está considerada como la primera mujer en dedicarse al grabado de forma profesional.

## Biografía
Hija del grabador Giovanni Battista Scultori, su hermano Adamo Scultori fue también grabador. Se casó con el arquitecto Francesco Capriani. Se formó con su padre, así como con Giulio Romano. Trabajó en Roma, donde efectuó algunos encargos para la Iglesia. Se conservan unas 62 obras suyas, de estilo manierista.
Fue una de las pocas artistas que Giorgio Vasari mencionó en la edición de las Vite de 1568.